# مخيم إيكو

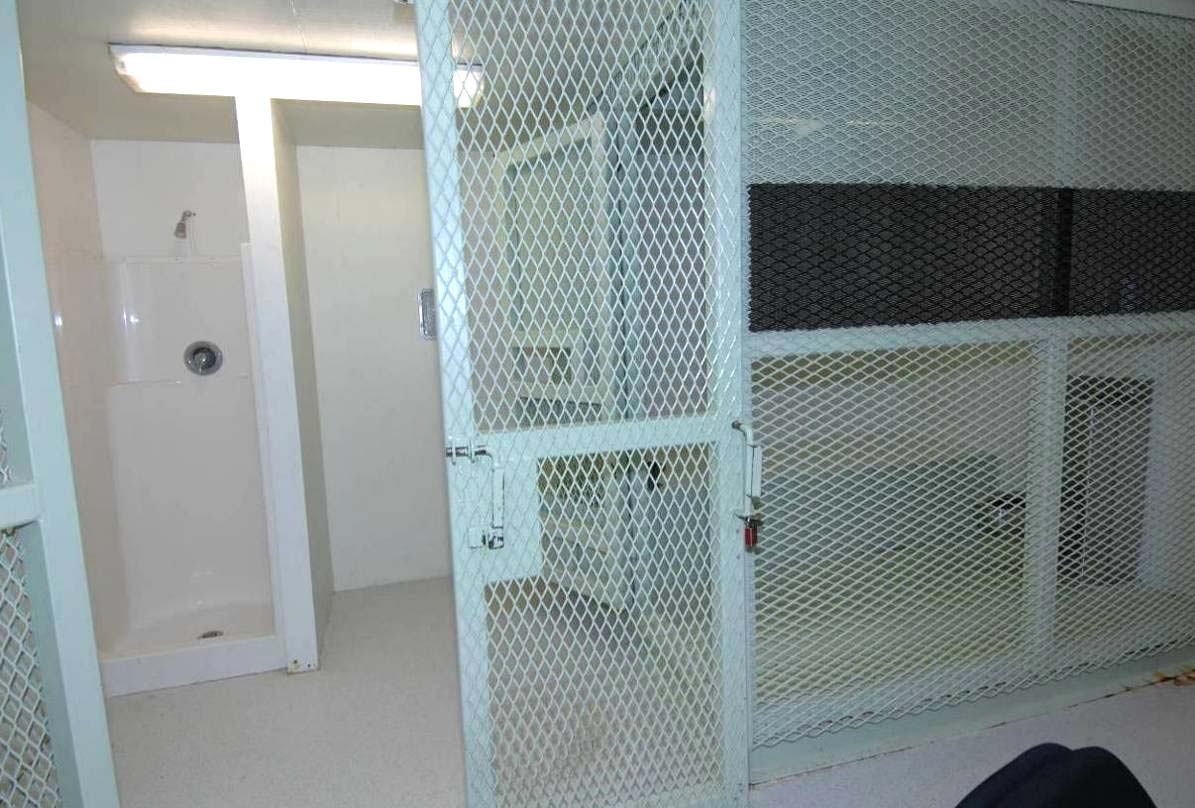
غرفة في مخيم إيكو.

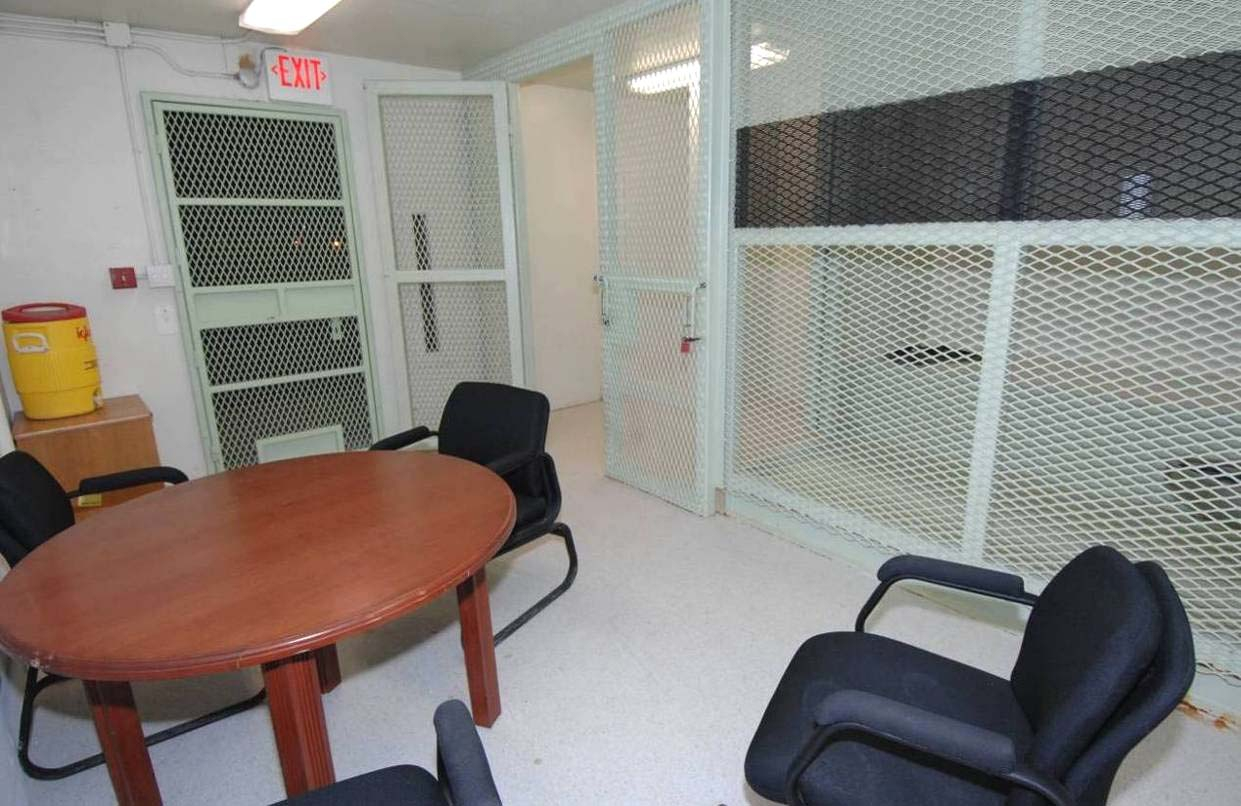
الغرفة الخاصة بالمحامين في مخيم إيكو.

مخيم إيكو هو واحد من مخيمات الاعتقال السبعة في معتقل غوانتانامو المرتبطة بمعسكر دلتا، يُدار المخيم من قبل قوات الجيش الأمريكي وتقوم بتشديد بتطبيق أقصى درجات الحراسة على المخيم، ويُحتجز في المخيم المعتقلين الذين تصنفهم الولايات المتحدة بأنهم "عاليّ الأهمية"، يُحتجز كل معتقل في المخيم داخل الحبس الانفرادي، وتجري عمليات الاستجواب من قبل الجيش الأمريكي.
يتكون المخيم من طابق واحد مقسَّم إلى وحدات، كل وحدة مقسمة إلى غرفتين تفصل بينهما شبكة قضبان؛ وذلك للسماح للمحامين بالدخول والتشاور مع المعتقلين من وراء هذه القضبان. كما يوجد أماكن لاستجواب المعتقلين وتكبيلهم على الأرض. غرفة المعتقل تحتوي على مرحاض وسرير، وغرفة الزائر الخاصة بالمحامين تحتوي على طاولة وكراسي، والمخيم محاط بالأسلاك الشائكة العالية.
تم رصد عدد من الانتهاكات داخل المخيم، حيث تعرض المعتقل البريطاني مارتن موبانغا للتعذيب بالمياه الباردة بشكل يومي أثناء فترة التحقيق. كما قال عدد من السجناء السابقين أنهم تعرضوا للانتهاكات والتعذيب على أيدي المحققين الأمريكيين.